# Tournoi de tennis de Varsovie
Le tournoi de Varsovie (Pologne) est un tournoi international de tennis des circuits professionnels féminin WTA et masculin de l'ATP World Tour.
Organisée de 1995 à 2007, la compétition féminine s'est tenu chaque année, en avril ou en mai au Centrum Tenisowe Warszawianka, sur terre battue et en extérieur. La compétition n'a pas été organisée en 2001. Barbara Paulus, Henrieta Nagyová et Justine Henin s'y sont chacune imposées à deux reprises en simple. En 2009 et 2010, le tournoi se déroule au Legia Tennis Club en mai, toujours sur terre battue extérieure, et il fait alors partie des tournois dits Premier du calendrier WTA. Alexandra Dulgheru s'y est imposée à deux reprises en simple : en 2009, elle remporte le tournoi en sortant des qualifications ; elle récidive l'année suivante cette fois en tant que 32e joueuse mondiale.
La no 1 Polonaise Agnieszka Radwańska, en conflit avec la direction du tournoi, a refusé de prendre part à cette compétition, alors même qu'il s'agissait du seul tournoi WTA se déroulant dans son pays d'origine.
En marge de la compétition WTA, les organisateurs présentaient une épreuve de double Pro-Am, mettant aux prises des équipes formées d'une joueuse professionnelle participant au tableau principal et d'un joueur amateur, le plus souvent une personnalité polonaise.
Remplaçant l'Open de Sopot, l'épreuve masculine a été organisée une seule fois à Varsovie en 2008 sur terre battue et en extérieur. Pour cette unique délocalisation dans la capitale polonaise, c'est le Russe Nikolay Davydenko qui s'est imposé en simple, et les locaux Mariusz Fyrstenberg et Marcin Matkowski en double.

## Palmarès dames

### Simple
| No | Date       | Nom et lieu du tournoi            | Catégorie      | Dotation       | Surface        | Vainqueure         | Finaliste           | Score               |                |
| -- | ---------- | --------------------------------- | -------------- | -------------- | -------------- | ------------------ | ------------------- | ------------------- | -------------- |
| 1  | 11-09-1995 | Warsaw Cup by Heros, Varsovie     | Tier III       | 161 250 $      | Terre (ext.)   | Barbara Paulus     | Alexandra Fusai     | 7-6, 4-6, 6-1       | Tableau        |
| 2  | 16-09-1996 | Warsaw Cup by Heros, Varsovie     | Tier III       | 164 250 $      | Terre (ext.)   | Henrieta Nagyová   | Barbara Paulus      | 3-6, 6-2, 6-1       | Tableau        |
| 3  | 21-07-1997 | Warsaw Cup by Heros, Varsovie     | Tier III       | 164 250 $      | Terre (ext.)   | Barbara Paulus     | Henrieta Nagyová    | 6-4, 6-4            | Tableau        |
| 4  | 13-07-1998 | Warsaw Cup by Heros, Varsovie     | Tier III       | 164 250 $      | Terre (ext.)   | Conchita Martínez  | Silvia Farina       | 6-0, 6-3            | Tableau        |
| 5  | 03-05-1999 | Warsaw Cup by Heros, Varsovie     | Tier IVb       | 112 500 $      | Terre (ext.)   | Cristina Torrens   | Inés Gorrochategui  | 7-5, 7-6            | Tableau        |
| 6  | 08-05-2000 | Warsaw Cup by Heros, Varsovie     | Tier IVb       | 110 000 $      | Terre (ext.)   | Henrieta Nagyová   | Amanda Hopmans      | 2-6, 6-4, 7-5       | Tableau        |
|    | 2001       | Pas de tournoi                    | Pas de tournoi | Pas de tournoi | Pas de tournoi | Pas de tournoi     | Pas de tournoi      | Pas de tournoi      | Pas de tournoi |
| 7  | 06-05-2002 | J&S Cup, Varsovie                 | Tier III       | 170 000 $      | Terre (ext.)   | Elena Bovina       | Henrieta Nagyová    | 6-3, 6-1            | Tableau        |
| 8  | 28-04-2003 | J&S Cup, Varsovie                 | Tier II        | 700 000 $      | Terre (ext.)   | Amélie Mauresmo    | Venus Williams      | 6-76, 6-0, 3-0, ab. | Tableau        |
| 9  | 26-04-2004 | J&S Cup, Varsovie                 | Tier II        | 585 000 $      | Terre (ext.)   | Venus Williams     | Svetlana Kuznetsova | 6-1, 6-4            | Tableau        |
| 10 | 25-04-2005 | J&S Cup, Varsovie                 | Tier II        | 585 000 $      | Terre (ext.)   | Justine Henin      | Svetlana Kuznetsova | 3-6, 6-2, 7-5       | Tableau        |
| 11 | 01-05-2006 | J&S Cup, Varsovie                 | Tier II        | 600 000 $      | Terre (ext.)   | Kim Clijsters      | Svetlana Kuznetsova | 7-5, 6-2            | Tableau        |
| 12 | 30-04-2007 | J&S Cup, Varsovie                 | Tier II        | 600 000 $      | Terre (ext.)   | Justine Henin      | Alona Bondarenko    | 6-1, 6-3            | Tableau        |
|    | 2008       | Pas de tournoi                    | Pas de tournoi | Pas de tournoi | Pas de tournoi | Pas de tournoi     | Pas de tournoi      | Pas de tournoi      | Pas de tournoi |
| 13 | 18-05-2009 | Warsaw Open, Varsovie             | Premier        | 600 000 $      | Terre (ext.)   | Alexandra Dulgheru | Alona Bondarenko    | 7-63, 3-6, 6-0      | Tableau        |
| 14 | 17-05-2010 | Polsat Warsaw Open, Varsovie      | Premier        | 600 000 $      | Terre (ext.)   | Alexandra Dulgheru | Zheng Jie           | 6-3, 6-4            | Tableau        |
|    | 2011-2021  | Pas de tournoi                    | Pas de tournoi | Pas de tournoi | Pas de tournoi | Pas de tournoi     | Pas de tournoi      | Pas de tournoi      | Pas de tournoi |
| 15 | 25-07-2022 | BNP Paribas Poland Open, Varsovie | WTA 250        | 251 750 $      | Terre (ext.)   | Caroline Garcia    | Ana Bogdan          | 6-4, 6-1            | Tableau        |
| 16 | 24-07-2023 | BNP Paribas Poland Open, Varsovie | WTA 250        | 259 303 $      | Dur (ext.)     | Iga Świątek        | Laura Siegemund     | 6-0, 6-1            | Tableau        |

### Double
| No | Date       | Nom et lieu du tournoi           | Catégorie      | Dotation       | Surface        | Vainqueures                                | Finalistes                           | Score            |                |
| -- | ---------- | -------------------------------- | -------------- | -------------- | -------------- | ------------------------------------------ | ------------------------------------ | ---------------- | -------------- |
| 1  | 11-09-1995 | Warsaw Cup by Heros Varsovie     | Tier III       | 161 250 $      | Terre (ext.)   | Sandra Cecchini Laura Garrone              | Henrieta Nagyová Denisa Szabová      | 5-7, 6-2, 6-3    | Tableau        |
| 2  | 16-09-1996 | Warsaw Cup by Heros Varsovie     | Tier III       | 164 250 $      | Terre (ext.)   | Olga Lugina Elena Pampoulova               | Alexandra Fusai Laura Garrone        | 1-6, 6-4, 7-5    | Tableau        |
| 3  | 21-07-1997 | Warsaw Cup by Heros Varsovie     | Tier III       | 164 250 $      | Terre (ext.)   | Ruxandra Dragomir Inés Gorrochategui       | Meike Babel Catherine Barclay        | 6-4, 6-0         | Tableau        |
| 4  | 13-07-1998 | Warsaw Cup by Heros Varsovie     | Tier III       | 164 250 $      | Terre (ext.)   | Karina Habšudová Olga Lugina               | Liezel Huber Karin Kschwendt         | 7-6, 7-5         | Tableau        |
| 5  | 03-05-1999 | Warsaw Cup by Heros Varsovie     | Tier IVb       | 112 500 $      | Terre (ext.)   | Cătălina Cristea Irina Selyutina           | Amélie Cocheteux Janette Husárová    | 6-1, 6-2         | Tableau        |
| 6  | 08-05-2000 | Warsaw Cup by Heros Varsovie     | Tier IVb       | 110 000 $      | Terre (ext.)   | Tathiana Garbin Janette Husárová           | Iroda Tulyaganova Anna Zaporozhanova | 6-3, 6-1         | Tableau        |
|    | 2001       | Pas de tournoi                   | Pas de tournoi | Pas de tournoi | Pas de tournoi | Pas de tournoi                             | Pas de tournoi                       | Pas de tournoi   | Pas de tournoi |
| 7  | 06-05-2002 | J&S Cup Varsovie                 | Tier III       | 170 000 $      | Terre (ext.)   | Jelena Kostanić Henrieta Nagyová           | Evgenia Kulikovskaya Silvija Talaja  | 6-1, 6-1         | Tableau        |
| 8  | 28-04-2003 | J&S Cup Varsovie                 | Tier II        | 700 000 $      | Terre (ext.)   | Liezel Huber Magdalena Maleeva             | Eléni Daniilídou Francesca Schiavone | 3-6, 6-4, 6-2    | Tableau        |
| 9  | 26-04-2004 | J&S Cup Varsovie                 | Tier II        | 585 000 $      | Terre (ext.)   | Silvia Farina Francesca Schiavone          | Gisela Dulko Patricia Tarabini       | 3-6, 6-2, 6-1    | Tableau        |
| 10 | 25-04-2005 | J&S Cup Varsovie                 | Tier II        | 585 000 $      | Terre (ext.)   | Tatiana Perebiynis Barbora Strýcová        | Klaudia Jans Alicja Rosolska         | 6-1, 6-4         | Tableau        |
| 11 | 01-05-2006 | J&S Cup Varsovie                 | Tier II        | 600 000 $      | Terre (ext.)   | Elena Likhovtseva Anastasia Myskina        | Anabel Medina Katarina Srebotnik     | 6-3, 6-4         | Tableau        |
| 12 | 30-04-2007 | J&S Cup Varsovie                 | Tier II        | 600 000 $      | Terre (ext.)   | Vera Dushevina Tatiana Perebiynis          | Elena Likhovtseva Elena Vesnina      | 7-5, 3-6, [10-2] | Tableau        |
|    | 2008       | Pas de tournoi                   | Pas de tournoi | Pas de tournoi | Pas de tournoi | Pas de tournoi                             | Pas de tournoi                       | Pas de tournoi   | Pas de tournoi |
| 13 | 18-05-2009 | Warsaw Open Varsovie             | Premier        | 600 000 $      | Terre (ext.)   | Raquel Kops-Jones Bethanie Mattek-Sands    | Yan Zi Zheng Jie                     | 6-1, 6-1         | Tableau        |
| 14 | 17-05-2010 | Polsat Warsaw Open Varsovie      | Premier        | 600 000 $      | Terre (ext.)   | Virginia Ruano Pascual Meghann Shaughnessy | Cara Black Yan Zi                    | 6-3, 6-4         | Tableau        |
|    | 2011-2021  | Pas de tournoi                   | Pas de tournoi | Pas de tournoi | Pas de tournoi | Pas de tournoi                             | Pas de tournoi                       | Pas de tournoi   | Pas de tournoi |
| 15 | 25-07-2022 | BNP Paribas Poland Open Varsovie | WTA 250        | 251 750 $      | Terre (ext.)   | Anna Danilina Anna-Lena Friedsam           | Katarzyna Kawa Alicja Rosolska       | 6-4, 5-7, [10-5] | Tableau        |
| 16 | 24-07-2023 | BNP Paribas Poland Open Varsovie | WTA 250        | 259 303 $      | Dur (ext.)     | Heather Watson Yanina Wickmayer            | Weronika Falkowska Katarzyna Piter   | 6-4, 6-4         | Tableau        |

## Palmarès messieurs

### Simple
| No | Date       | Nom et lieu du tournoi           | Catégorie      | Dotation       | Surface        | Vainqueur            | Finaliste       | Score          |                |
| -- | ---------- | -------------------------------- | -------------- | -------------- | -------------- | -------------------- | --------------- | -------------- | -------------- |
| 1  | 09-06-2008 | Orange Warsaw Open, Varsovie     | Int' Series    | 404 000 €      | Terre (ext.)   | Nikolay Davydenko    | Tommy Robredo   | 6-3, 6-3       | Tableau        |
|    | 2009-2020  | Pas de tournoi                   | Pas de tournoi | Pas de tournoi | Pas de tournoi | Pas de tournoi       | Pas de tournoi  | Pas de tournoi | Pas de tournoi |
| 2  | 23-08-2021 | BNP Paribas Polish Cup, Varsovie | Challenger     | 44 820 €       | Terre (ext.)   | Camilo Ugo Carabelli | Nino Serdarušić | 6-4, 6-2       |                |

### Double
| No | Date       | Nom et lieu du tournoi           | Catégorie      | Dotation       | Surface        | Vainqueurs                                  | Finalistes                          | Score            |                |
| -- | ---------- | -------------------------------- | -------------- | -------------- | -------------- | ------------------------------------------- | ----------------------------------- | ---------------- | -------------- |
| 1  | 09-06-2008 | Orange Warsaw Open, Varsovie     | Int' Series    | 404 000 €      | Terre (ext.)   | Mariusz Fyrstenberg Marcin Matkowski        | Nikolay Davydenko Yuri Schukin      | 6-0, 3-6, [10-4] | Tableau        |
|    | 2009-2020  | Pas de tournoi                   | Pas de tournoi | Pas de tournoi | Pas de tournoi | Pas de tournoi                              | Pas de tournoi                      | Pas de tournoi   | Pas de tournoi |
| 2  | 23-08-2021 | BNP Paribas Polish Cup, Varsovie | Challenger     | 44 820 €       | Terre (ext.)   | Hans Hach Verdugo Miguel Ángel Reyes-Varela | Vladyslav Manafov Piotr Matuszewski | 6-4, 6-4         |                |